# AGM-88 HARM
Pour les articles homonymes, voir HARM.
L'AGM-88 HARM (High-speed, Anti-Radiation Missile : « Missile antiradar à grande vitesse ») est un missile air-sol tactique supersonique conçu aux États-Unis pour trouver et détruire les systèmes de défense antiaérienne guidés par radar. Il ne nécessite que peu d'interventions de la part de l'équipage de l'avion lanceur.

## Développement

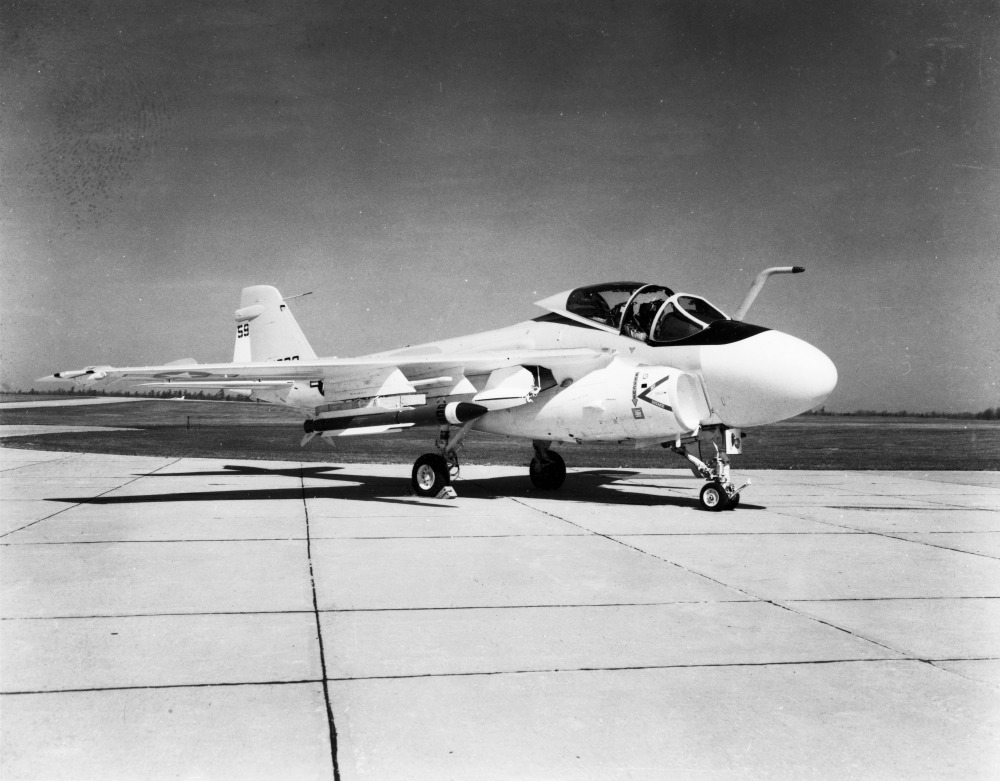
Un prototype du HARM installé sur un Grumman A-6A.

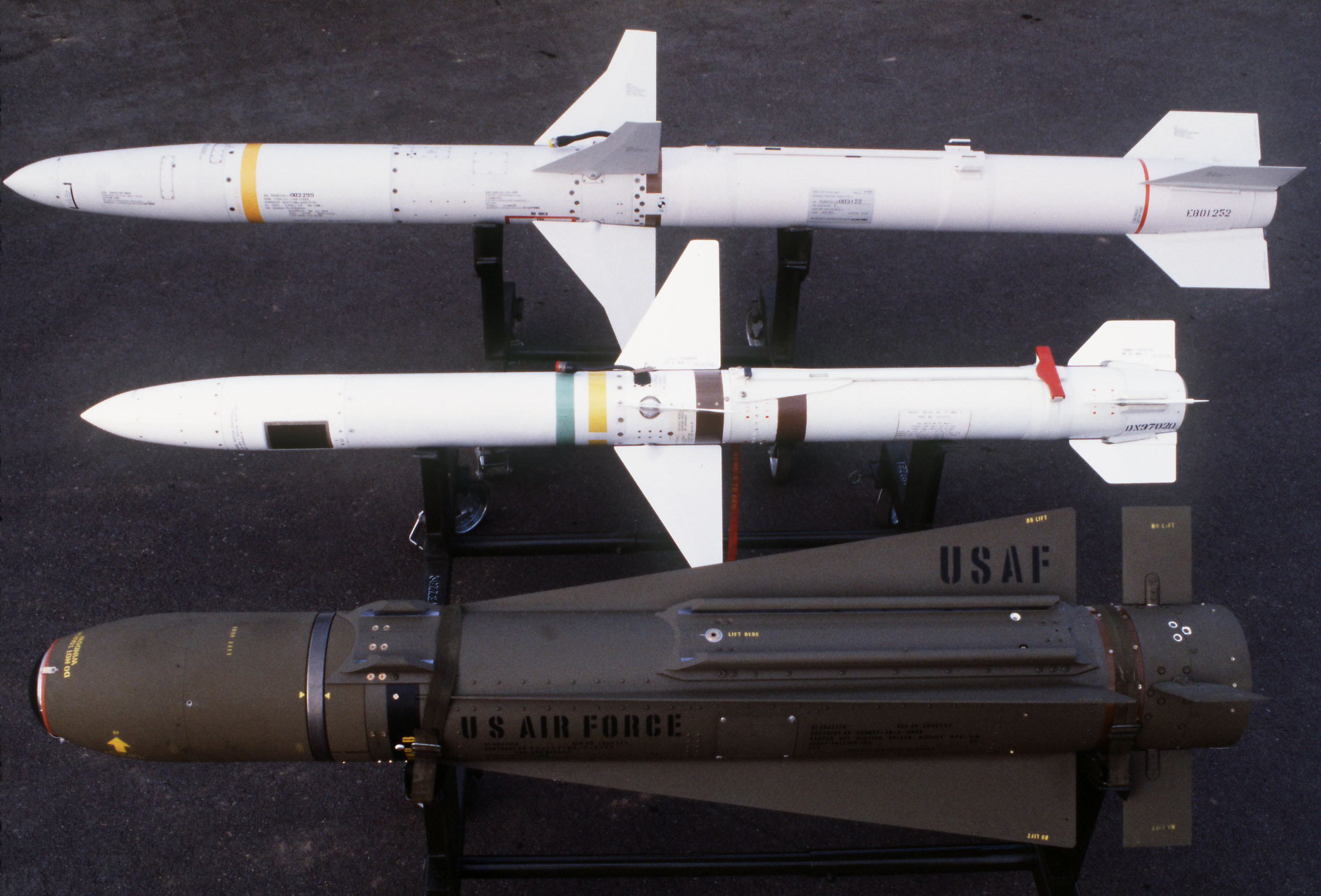
De haut en bas : AGM-88 HARM, AGM-45 Shrike et AGM-65 Maverick.

Les mauvaises performances des missiles AGM-45 Shrike et AGM-78 Standard ARM durant la guerre du Viêt Nam utilisés par les avions Wild Weasel chargés de la lutte antiradar, conduisent le Naval Weapons Center (en) à lancer une étude en 1969, en vue de leurs remplacements par un nouveau type. Le défi numéro un est d'avoir une arme extrêmement rapide afin de laisser peu de temps aux opérateurs des stations radar pour éteindre leurs émetteurs. Il fallait également que l'arme emporte un récepteur radar large bande, une forte charge et fasse preuve d'une grande flexibilité et d'une grande fiabilité.
En 1970, le projet fut nommé ZAGM-88A. Le développement de ce projet fut ralenti par ses ambitieuses spécifications, mais en 1974, Texas Instruments fut désigné maître d'œuvre et le premier vol eut lieu l'année suivante.
Entre 1975 et 1980, de nombreux problèmes de guidage interférèrent avec le planning de développement, notamment l'incapacité du missile à différencier les émissions venant de devant et de derrière. En 1981, ces problèmes étaient réglés et les premiers exemplaires de l'AGM-88A HARM furent construits par Texas Instruments. Le premier missile fut livré à l'United States Navy en 1983 et déclaré opérationnel en 1985, deux ans plus tard dans l'United States Air Force. Un an après son entrée en service dans la marine américaine, la première utilisation au combat a lieu avec 36 missiles tirés pour détruire des radars libyens en avril 1986 durant l'opération El Dorado Canyon. Texas Instruments ayant vendu son département missile, Raytheon corporation a repris le développement et la construction du HARM.
En 2010, la firme Orbital ATK fusionnée depuis 2020 avec Northrop Grumman livre ses premiers AGM-88E AARGM.

## Construction
Le missile peut être séparé en quatre sous-sections :
1. Guidage
L'avant du missile est constitué d'un détecteur d'émission radar. Celui-ci est mis à jour à l'entrepôt en fonction des menaces qu'il peut rencontrer. Le missile fonctionne selon trois modes :
- mode opportuniste : il est tiré sans cible désignée, et verrouille une cible rencontrée durant le vol ;
- mode classique : il est tiré en direction d'un radar avant de l'accrocher ;
- mode autodéfense : il est tiré sur une cible déjà verrouillée.

Lorsqu'une cible est accrochée le missile « remonte » le faisceau radar jusqu'à l'émetteur, si jamais ce dernier détecte la menace et est éteint, le missile continue sa trajectoire par guidage inertiel. Sa précision est alors moins bonne.
Dans le cas d'un tir sur une cible non verrouillée, si le missile ne trouve aucun émetteur il s'autodétruit.
2. Charge militaire
La charge est située immédiatement derrière le système de guidage. Elle est constituée de 66 kg d'explosif en poudre polymérisé PBXC-116 à fragmentation. La mise à feu est faite par un détecteur laser de proximité.
3. Contrôle
Le contrôle en vol est assuré par les quatre grands ailerons situés sur la partie médiane du missile.
4. Propulsion
La propulsion est assurée par un moteur fusée Thiokol (aujourd'hui Northrop Grumman Innovation Systems) SR113-TC-1 a faible émission de fumée pour augmenter la discrétion visuelle du missile en vol. La version AGM-88G (ou AARGM-ER), développée depuis 2016, utilise un statoréacteur.

## Versions

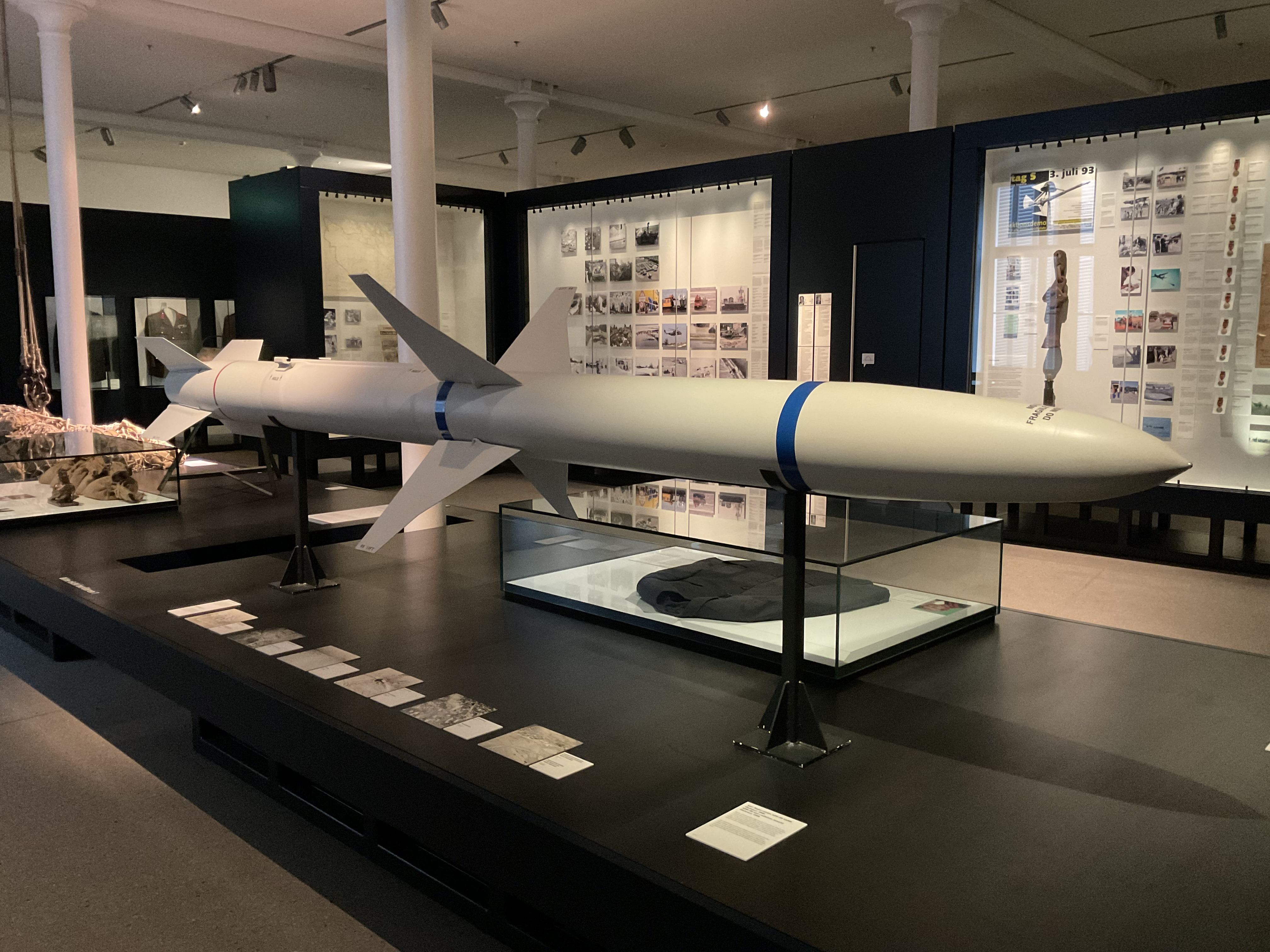
Un AGM 88 au musée militaire de Dresde

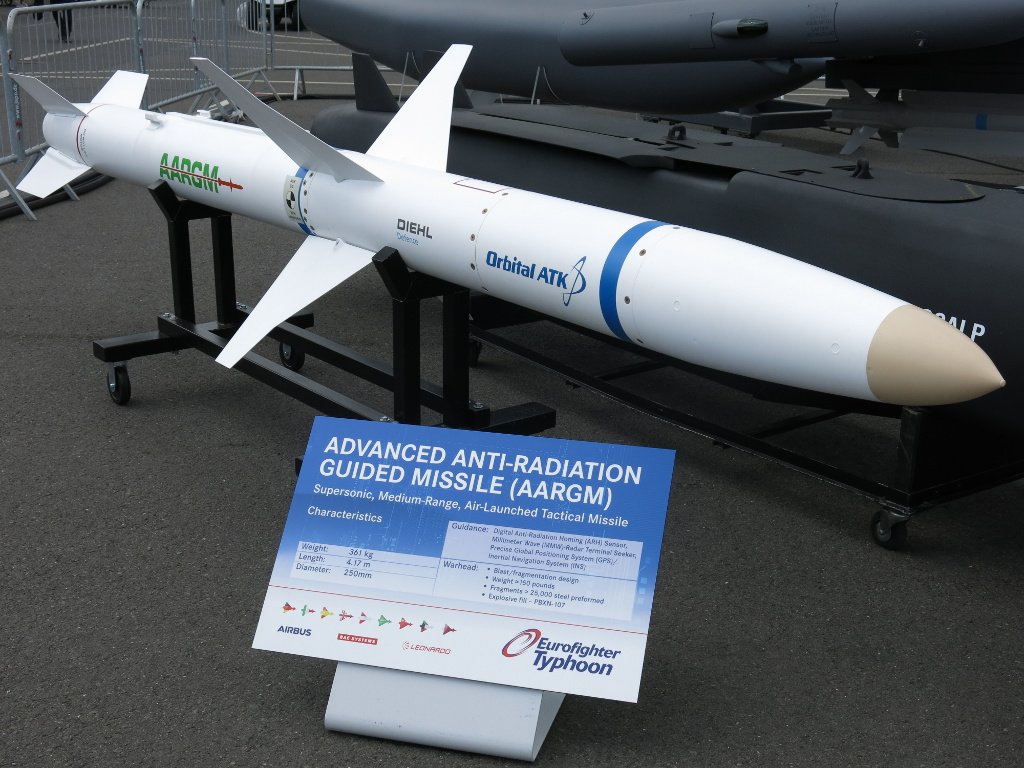
Maquette d'un AGM-88E exposé au Salon aéronautique international de Berlin de 2018.

La mention « block » fait référence à une version du logiciel embarqué :
- AGM-88A block I : Version initiale ;
- AGM-88A block II : 1986. Version améliorée du précédent, nouvel autodirecteur reprogrammable au sol en fonction des menaces ;
- ATM-88A : Version d'entraînement dépourvue de charge militaire ;
- CATM-88A : Version d'entraînement inerte, pas de charge militaire, pas de propulsion, utilisée uniquement pour l'entraînement en vol ;
- DATM-88A : comme la version CATM-88A mais pour l'entraînement du personnel au sol ;
- AGM-88B block II: 1987. identique à la version AGM-88A block II avec mise à jour du matériel informatique ;
- AGM-88B block III : 1990. amélioration de l'autodirecteur, reprogrammable en vol. Cette mise à jour nécessitant la mise sous tension de l'arme, l'US Navy préféra conserver le block II, considérant qu'il était trop dangereux de mettre sous tension des armes à bord d'un porte-avions ;
- AGM-88B block IIIB : Désignation de l'AGM-88D block VI en Italie et en Allemagne ;
- ATM-88B : Version d'entraînement dépourvue de charge militaire ;
- CATM-88B : Version d'entraînement inerte, pas de charge militaire, pas de propulsion, utilisée uniquement pour l'entraînement en vol ;
- DATM-88B : comme la version CATM-88A mais pour l'entraînement du personnel au sol ;
- AGM-88C-1 block IV : 1993. Nouvelle charge militaire WDU-37/B comprenant 12 800 fragments de tungstène et un nouvel explosif. Nouvel autodirecteur WGU-2C/B ne comprenant qu'une antenne, et un processeur de signal beaucoup plus puissant ;
- AGM-88C-2 block IV : version testée mais non produite de l'AGM-88C avec un autodirecteur moins cher;
- ATM-88C : Version d'entraînement dépourvue de charge militaire ;
- CATM-88C : Version d'entraînement inerte, pas de charge militaire, pas de propulsion, utilisée uniquement pour l'entraînement en vol ;
- AGM-88C block V : 2000. Mise à jour des AGM-88B block III et AGM-88C block IV, permettant de se diriger non seulement sur les radars mais aussi sur les brouilleurs de signal GPS ;
- AGM-88D block VI : 2005. Collaboration entre Raytheon corporation, BGT et Alenia pour ajouter un système de navigation par GPS. Améliore grandement la précision lorsque la cible est éteinte et évite des dégâts collatéraux par déviation. Pas en service au sein de l'US Navy ;
- AGM-88E AARGM : 2008. Version améliorée avec un nouvel autodirecteur WGU-48/B contenant un radar millimétrique pour augmenter la précision finale. Ce radar est capable d'identifier les matériels à leur forme, et ainsi se dévier, du radar vers le poste de contrôle afin de maximiser les dégâts. À terme, toute la cellule du missile est modifiée afin d'être furtive et transportable en soute par les F-22 Raptor et F-35 Lightning II, début de la production en série en 2020[3];
- CATM-88E : Version d'entraînement inerte, pas de charge militaire, pas de propulsion, utilisée uniquement pour l'entraînement en vol ;
- AGM-88G (AARGM-ER): propulsion par statoréacteur, vitesse estimée à  Mach 4, avec une portée de plus de 300 km. Développement pour l'US Navy débutant en 2016 pour une mise en service prévue en 2023[4].

## Vecteurs

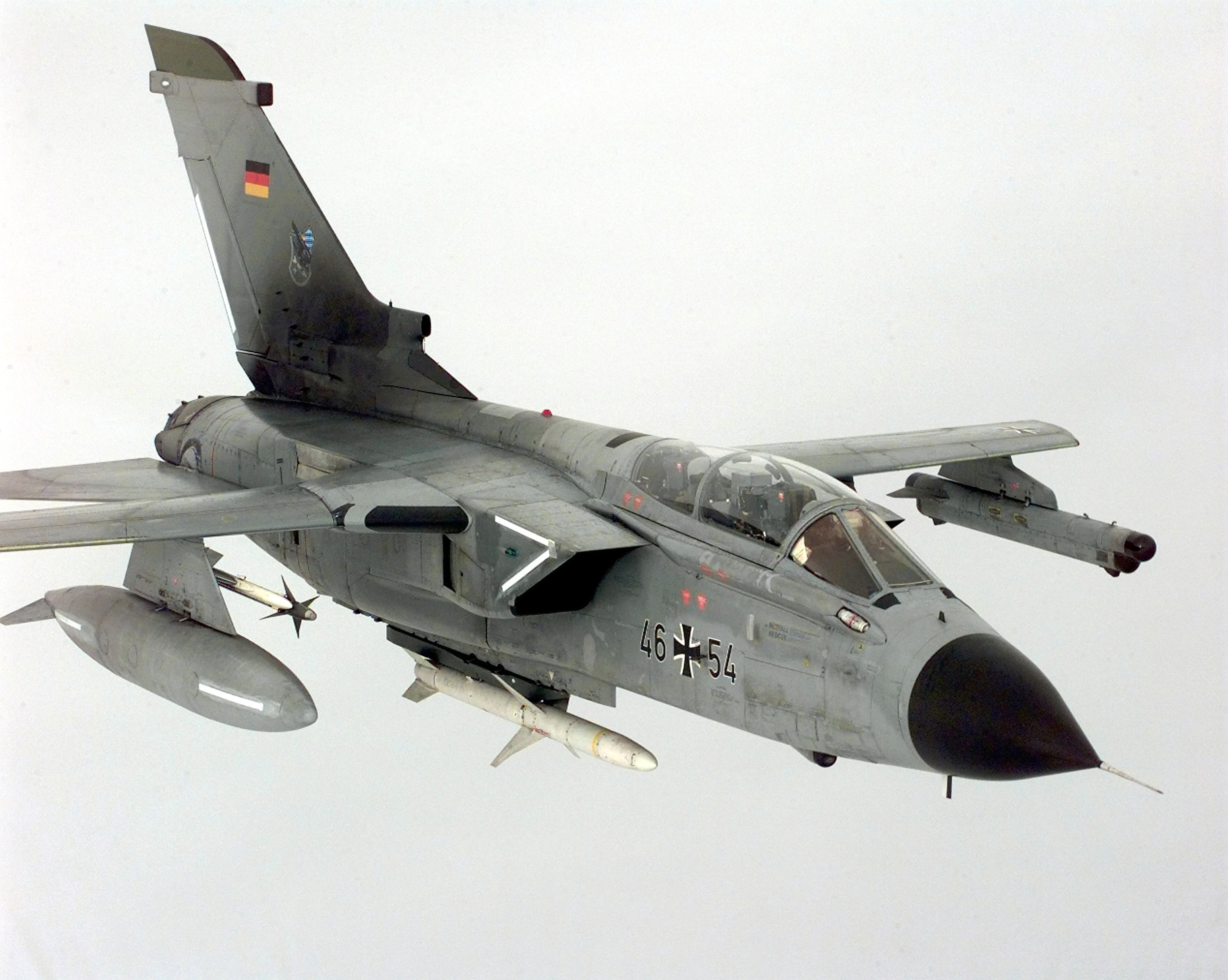
Un Panavia Tornado ECR de la Luftwaffe en vol avec un missile antiradar AGM-88 HARM sous son fuselage.

- F-4 Phantom
- F-16CG Fighting Falcon
- F/A-18 Hornet
- EA-18G Growler
- EA-6B Prowler
- Tornado ECR
- MIG-29[5]
- Su-27

## Au combat
Le baptême du feu a lieu en 1986, contre des radars libyens au cours de l'incident du Golfe de Syrte. Plus de 2 000 HARM ont été tirés au combat en Irak et au Koweït lors de la guerre du Golfe en 1991.
Le missile fut moins employé au cours de la guerre du Kosovo en raison d'un risque de dégâts collatéraux, les émetteurs étant placés à proximité immédiate des écoles et hôpitaux. 743 furent tirés par les F-16CJ Weasels, les EA-6B Prowlers et les Tornado ECR.
Lors de l'opération liberté irakienne en 2003, plus de 400 furent tirés.
En 2014, on estime que plus de 4 000 des 23 000 HARM construits ont été tirés en opérations.
Les États-Unis fournissent des missiles HARM à l'armée ukrainienne lors de l'invasion de l'Ukraine par la Russie. Les forces ukrainiennes les auraient employés dès le mois d'août 2022.
Il est employé par l'US Navy contre les Houtis au Yémen en 2024. Entre autres, un AGM-88E détruit un hélicoptère Mi-24 au sol.

## Opérateurs

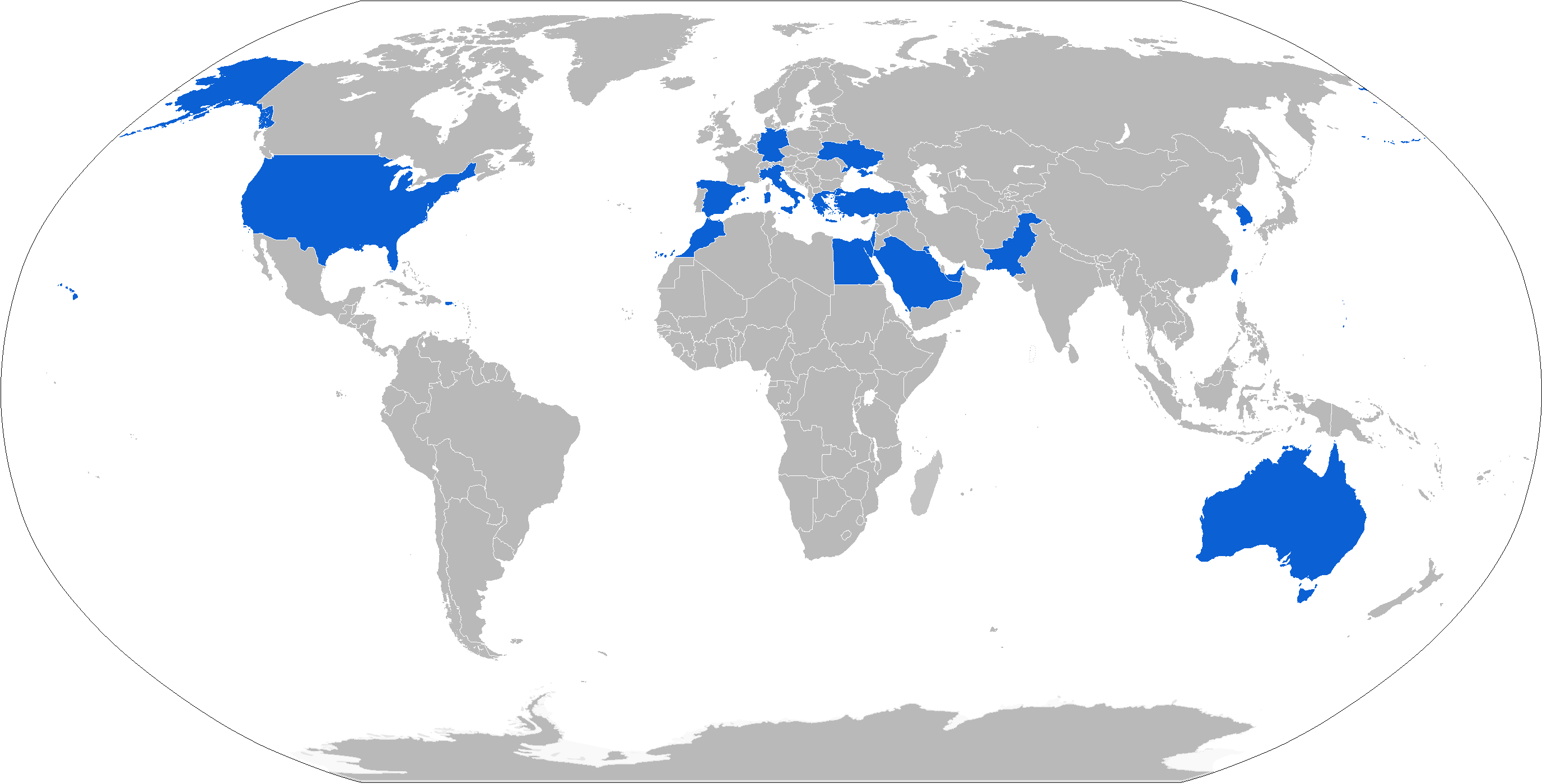
Opérateurs de l'AGM-88 en bleu

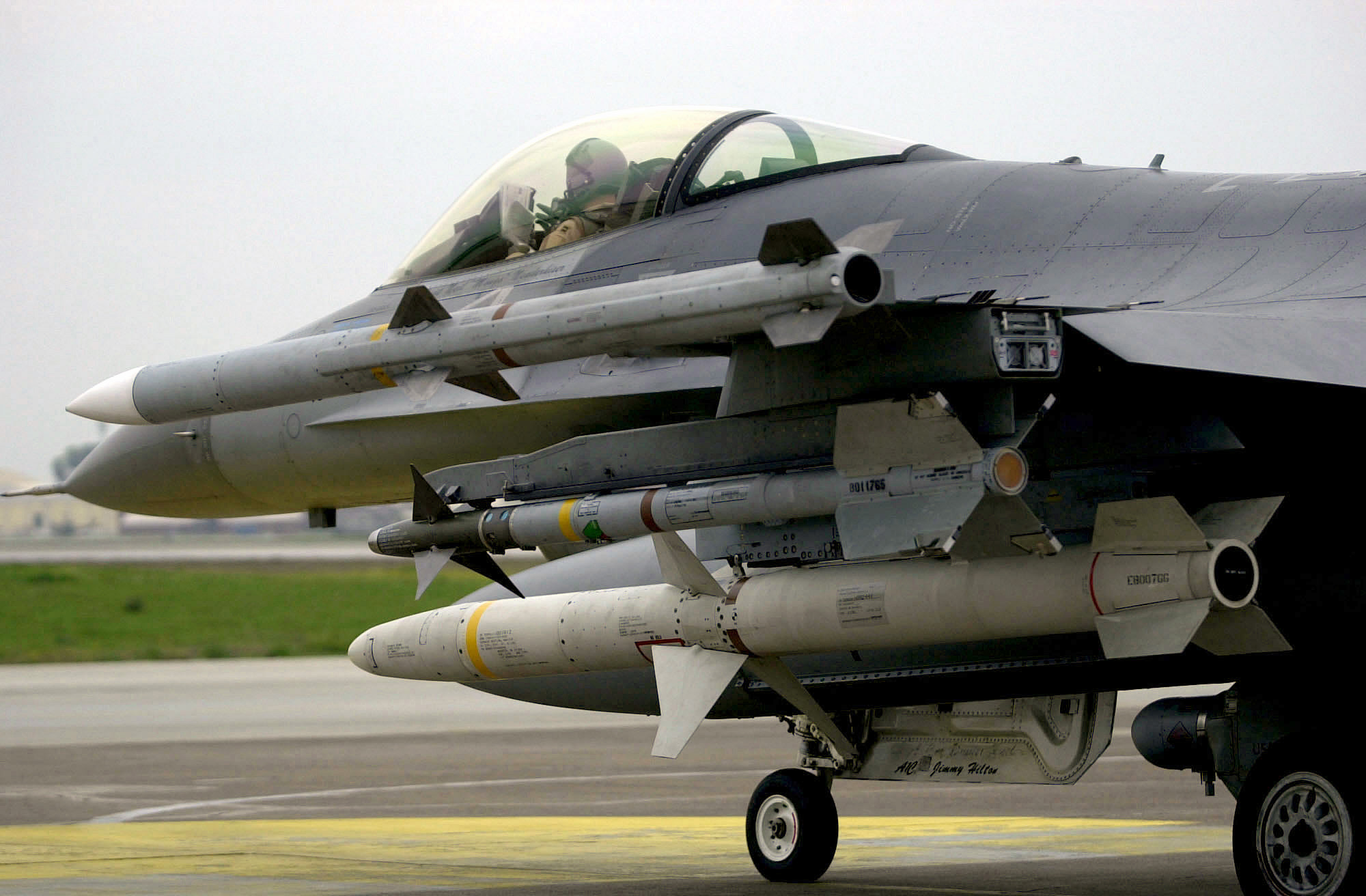
F-16C de l’USAF transportant en 2002 un AIM-120 AMRAAM (au sommet), AIM-9 Sidewinder (au milieu) et un AGM-88 HARM

- Australie : Variante AGM-88E, utilisée sur les EA-18G Growlers[12].
- Égypte
- Allemagne[13] : Depuis 1988, passe commande en 2019 de la variante AGM-88E[14]
- Grèce
- Pakistan
- Israël
- Italie: Variante AGM-88E.
- Koweït
- Corée du Sud
- Arabie saoudite
- Espagne[13]
- Taïwan[15]
- Maroc
- Turquie
- Émirats arabes unis
- États-Unis :
  - United States Navy
  - United States Air Force
  - United States Marine Corps Aviation[16]
- Pays-Bas : 265 AGM-88G commandées en 2024[17]
- Pologne : 360 AGM-88G commandés en 2024
- Ukraine : Don en 2022

## Armes du même type
France
- AS.37 Martel
- ARMAT (en)

Grande-Bretagne
- ALARM

Union soviétique/Russie
- KS-172 (Code OTAN AAM-L)
- Kh-31P/Kh-35, version du Kh-31 (code OTAN  AS-17 Krypton)
- KSR-5P et KSR-5NM/MV, versions du KSR-5 (code OTAN AS-6 Kingfish)
- Kh-29MP, version du AS-14 Kedge